# Onthophagus moajat
Onthophagus moajat là một loài bọ cánh cứng trong họ Bọ hung (Scarabaeidae).